# Fedeleșul
Fedeleșul este un joc popular românesc, mixt, întâlnit preponderent în zona subcarpatică și de câmpie a Munteniei și Olteniei, precum și în Dobrogea. Jocul începe cu dansatorii dispuși în cerc cu brațele pe umeri. Această formație se separă ulterior în mai multe cercuri mici care se învârtesc ocolindu-se, realizând astfel o mișcare continuă pe o traiectorie eliptică, într-un tempo din ce în ce mai accelerat.
Fedeleșul era dansul specific petrecerii din ajunul nunții (sâmbătă seara) când de împodobeau stâlpii casei, poarta și bradul, și la care participau membrii familiei mirilor și tinerii din sat.